# 萨赫詹瓦
萨赫詹瓦（Sahjanwa），是印度北方邦Gorakhpur县的一个城镇。总人口25091（2001年）。

## 人口
该地2001年总人口25091人，其中男性13278人，女性11813人；0—6岁人口4375人，其中男2232人，女2143人；识字率57.40%，其中男性为70.06%，女性为43.16%。